# Ribeira Ruiva
Ribeira Ruiva é uma povoação do concelho de Torres Novas da freguesia portuguesa da Ribeira Branca.
A sua paróquia remonta a 1566. Na aldeia existe uma pequena capela a Capela do Anjo da Guarda, datando de 1771.
É separada por uma ponte, a velha ponte das ribeiras que une e separa os principais aglomerado do concelho, Ribeira Branca e Ribeira Ruiva. Está situada a cinco quilómetros da sede do concelho (Torres Novas).